# Banda de Música Santa Cecília

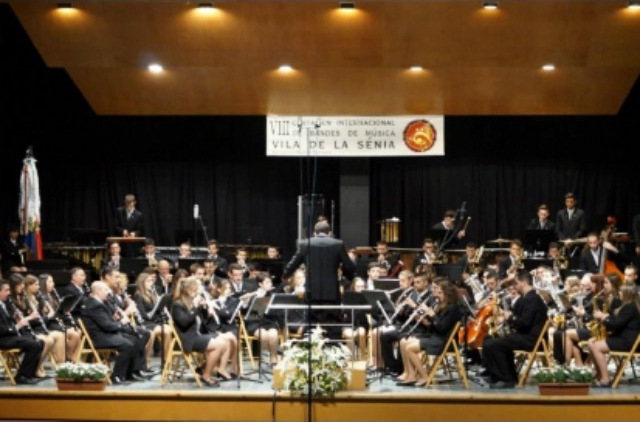
Banda de Música Santa Cecília.

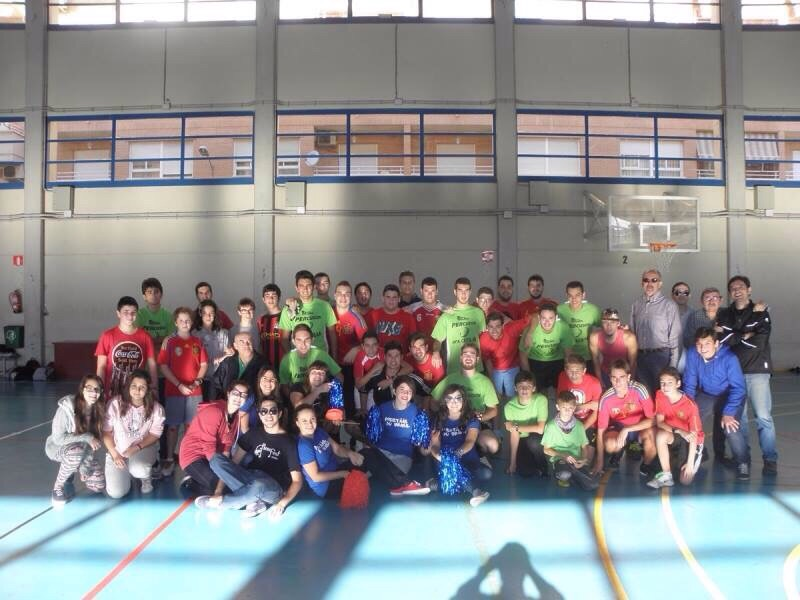
Partit d'handbol "Banda Santa Cecília"- Jornada Cultural

La Banda de Música Santa Cecília és una banda de música natural d'Elda, Vinalopó Mitjà.

## Història
Els orígens de la Banda de música de Santa Cecília d'Elda daten de l'any 1852 per part d'un forner anomenat Joaquín Beltrán, qui no tenia molts coneixements de musicals, però va dirigir la banda fins a la seua defunció.
A causa d'això, l'any 1900 la banda eldera va passar a ser dirigida per Ramón Gorgé Soler, compositor i director. Sota la seua direcció, la banda va obtindre el primer premi en el Certamen Musical d'Alacant, on hi va competir amb altres bandes del mateix prestigi.
Al seu torn, en aquests anys la banda musical va sofrir diversos canvis de nom, fins que el 1986 es va establir la denominació actual: "Santa Cecilia", i Francisco Moral Ferri se'n va fer càrrec, amb qui va continuar guanyant premis.
La Banda de Santa Cecilia, poc després també va tenir l'oportunitat de participar en televisió l'any 1988, en programes com "Gente joven" i "Una música. Un poble". Seria l'any 2002 quan la banda va realitzar el seu primer enregistrament en directe al Palau de la música de València, on van incloure el pasodoble Santa Cecilia de Elda, escrit per Juan Enrique Canet, el qual va ser premiat amb la Medalla d'Or de la Ciutat d'Elda. Amb aquesta medalla se celebraria el 150 aniversari de fundació de la banda eldera.
Posteriorment, la banda va passar a la direcció de Manuel Mondéjar Criado, qui va obtindre el premi de "Batuta d'Or" en l'11é Concurs de Direcció emmarcat en el World Music Contest, celebrat als Països Baixos. Aquest va dirigir la banda fins a l'any 2011.
Des de 2012 fins a 2016, seria Jaume Fornet Ausina qui obtindria la direcció. Amb ell, la banda va obtindre un nou premi el 2014 en el Certamen Internacional de Bandes de Música de Vila de la Sénia. El 2016, Fornet va deixar el càrrec i, posteriorment, va ser Iñaki Lecumberri Camps qui va ocupar-lo.

## Premis i reconeixements
La banda ha obtingut diversos premis al llarg de la seua trajectòria:
- 1987 - Va obtindre el primer premi en l'IV Certamen de Bandes de Música del mediterrani.
- 1988 - Primer premi en el XVII Certamen Provincial de l'Excma. Diputació d'Alacant, primer premi i Esment d'Honor en el Certamen Internacional "Ciutat de València", i primer premi en el Certamen de la Comunitat Valenciana, celebrat a Xest (Foia de Bunyol).
- 1989 - Va adquirir el primer Premi en el Certamen Regional de Bandes "Ciutat d'Altea".
- 1990 - Primer Premi i Esment d'Honor en el Certamen Internacional "Ciutat de València".
- El 17 d'abril de 2005 va participar en el Certamen Provincial de Bandes de Música organitzat per la Diputació d'Alacant on va aconseguir un 2n premi.
- L'11 de novembre de 2005 en el Certamen de Bandes de Música de la ciutat de Múrcia li van atorgar el 3r premi.
- El 19 de juliol de 2008 participà en el V Certamen Nacional de Bandes de Música "Vila d'Alginet", on van obtindre el 2n premi.